# Dolný Kubín
Dolný Kubín is een Slowaakse gemeente in de regio Žilina, en maakt deel uit van het district Dolný Kubín.
Dolný Kubín telt 19.883 inwoners.

## Geboren in Dolný Kubín
- Jaroslav Babušiak (1984), alpineskiër
- Zdenko Kaprálik (1985), voetballer